# Kathedrale von Rouen (Monet)

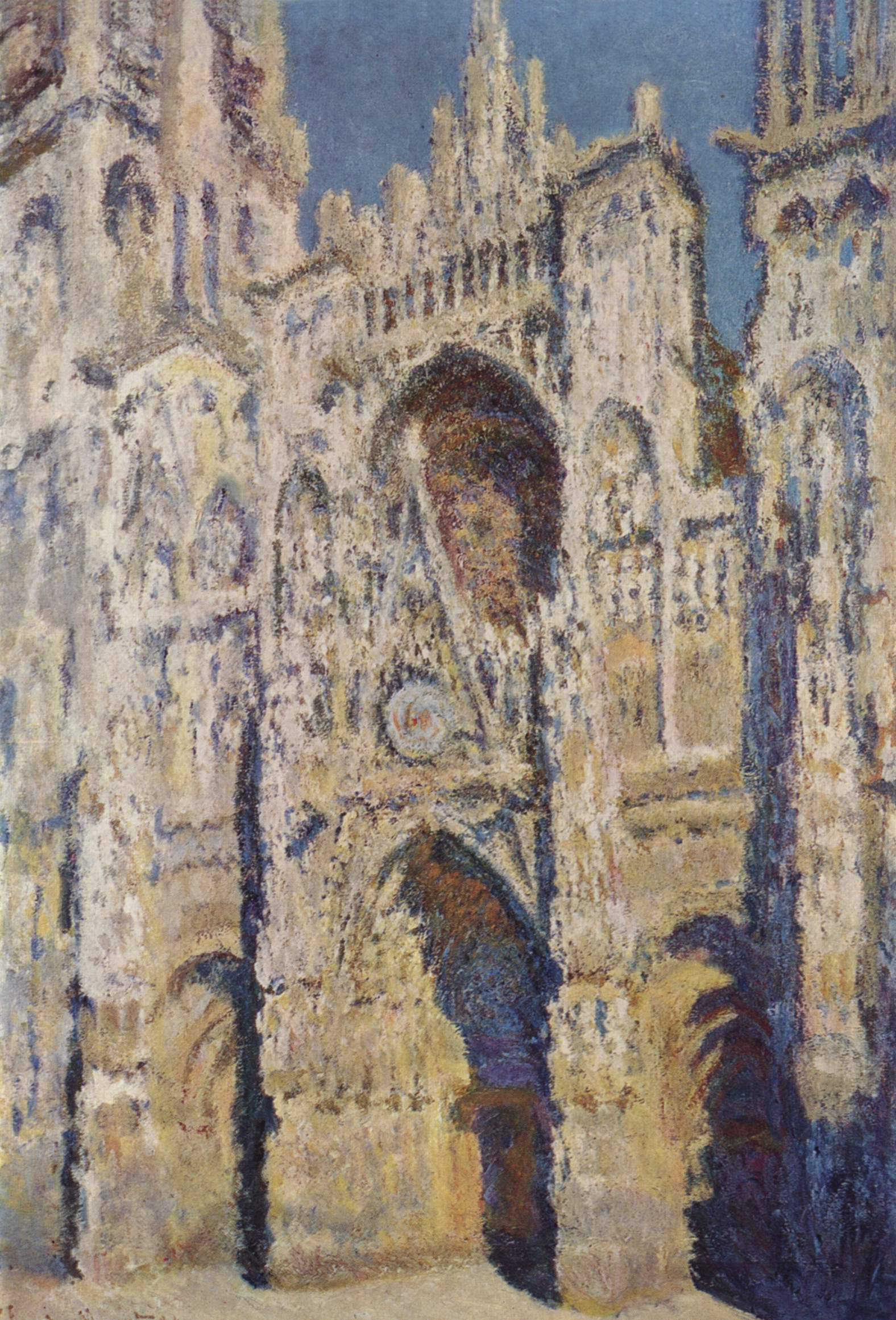
Kathedrale von Rouen, das Portal und der Turm Staint-Romain bei strahlender Sonne, Harmonie in Blau und Gold, 1893 (Musée d’Orsay, Paris)

Die Kathedrale von Rouen ist eine 33 Gemälde umfassende Bilderserie von Claude Monet, die zwischen 1892 und 1894 entstand. Sie zeigt die Kathedrale von Rouen in verschiedenen Lichtsituationen und zum Teil mit geringen Variationen des Standpunktes. Die Bilder zählen zu den Höhepunkten in Monets Schaffen.

## Bildbeschreibung
Die 33 Bilder zeigen alle die Kathedrale von Rouen in einer Bild füllenden Ansicht. 28 der Bilder zeigen die Westfassade, fünf weitere kleine Ausschnitte der Kathedrale. Die gotische Fassade wird in einer extremen Nahsicht dargestellt, jedoch nicht in einer realitätsgetreuen und detaillierten Wiedergabe der Architektur. Stattdessen sind die wesentlichen Elemente des Bildes das farbige Licht und die Wiedergabe der Wirkung des Gebäudes in verschiedenen Lichtverhältnissen der Tageszeiten und der Witterungsbedingungen.
Claude Monet malte die zwei ersten Bilder der Westfassadeserie in direkter Frontalansicht. Der Blickpunkt wanderte mit der Zeit weiter nach rechts, da sich Monets Standpunkt zweimal veränderte. So gibt es insgesamt drei verschiedene Perspektiven, aus denen die Bilder entstanden. Die fünf anderen Gemälde zeigen die Cour d’Albane (nordwestliche Kathedraleseite) und andere Seiten.

## Entstehungsgeschichte
Die Idee für Bilderserien entstand bereits in den 1880er Jahren. Die beiden Varianten desselben Motivs aus unterschiedlichen Perspektiven Frau mit Sonnenschirm aus dem Jahr 1886 zeigen den Ansatz eines Konzepts. 1890 und 1891 entstanden die Serien zu den Heuhaufen und den Pappeln, in denen dasselbe Motiv in den unterschiedlichen Lichtverhältnissen der verschiedenen Jahreszeiten festgehalten wurde. Die Bilder der Serie Kathedrale von Rouen malte Claude Monet 1892/1893 mit Unterbrechungen in Rouen und vollendete sie 1894 in Giverny. Deshalb tragen die meisten Signaturen auch die Jahresangabe 1894.
Das Motiv fand er während einer Reise 1892 und begann sofort von einer leerstehenden Wohnung aus zu malen. Er konnte das Bild jedoch nicht vollenden, weil er dringend nach Giverny zurückkehren musste. Als er wieder in Rouen eintraf, war ihm die Wohnung nicht mehr zugänglich und er musste einen neuen Standort wählen. Monet ließ das Motiv als Vorzeichnung für die Serie auf die Leinwände drucken. Das Malen bereitete ihm jedoch Probleme. So hat er Albträume und zerstörte sogar einige Leinwände. Gegen Mitte April kehrte er dann nach Giverny zurück, um sich von den Anstrengungen zu erholen. Er hegte Zweifel über die Qualität seiner Bilder der Kathedrale. Im nächsten Jahr kehrte Monet wieder nach Rouen zurück, um sich erneut dem Motiv zu widmen. Nach Beendigung seiner Arbeiten in Rouen stellte er die Bilder im Februar 1894 in seinem Atelier in Giverny fertig.

## Bewertung
Kasimir Sewerinowitsch Malewitsch sagte über Monets Kathedrale von Rouen: „[Das ist] Malerei im eigentlichen Sinne, Bewegung und unendliches Wachsen farbiger Flecken, das hat noch niemand gesehen. Monet hatte, als er die Kathedrale malte, die Wiedergabe von Licht und Schatten an den Mauern der Kathedrale im Sinn, doch in Wirklichkeit konzentrierte er sich ganz auf die Erschließung einer Malerei, wie sie an den Mauern einer Kathedrale wächst. Sein zentrales Ziel war nicht Licht und Schatten [...] Es geht nicht um die Kathedrale, sondern um die Malerei.“ Monet selbst beschrieb seine Arbeitsweise mit dem Fokus auf die Atmosphäre und der undetaillierten Wiedergabe der Architektur mit den Worten: „Ich möchte wiedergeben, was ich vor dem Motiv empfinde.“

## Provenienz
Claude Monet hielt die Bilder der Kathedrale längere Zeit zurück, bevor er sie zögernd den Kunsthändlern Paul Durand-Ruel und Bernheim zeigte. Er war sich des künstlerischen Werts seiner Arbeiten bewusst und legte die Preise zuerst auf 15.000 Franc fest. Über den Preis kam es zum Konflikt mit Durand-Ruel, dem er zu hoch erschien. Infolge der Auseinandersetzung senkte Monet seine Erwartung auf 12.000 Franc und die Verkaufsausstellung verschob sich weiter nach hinten. Diese fand mit 20 der Kathedralen-Bilder im Mai 1895 bei Durand-Ruel statt und verlief für Monet erfolgreich.
Bilder dieser Serie befinden sich heute in verschiedenen Museen und Sammlungen auf der ganzen Welt.

## Liste der Bilder
| Bild | Titel | Ausstellung/Sammlung/Besitzer                             |
| ---- | --- | --------------------------------------------------------- |
|      | Kathedrale von Rouen; Das Portal bei Morgensonne, Harmonie in Blau                                          | Musée d’Orsay in Paris                                    |
|      | Kathedrale von Rouen; Das Portal und der Turm Saint-Romain bei strahlender Sonne, Harmonie in Blau und Gold | Musée d'Orsay in Paris                                    |
|      | Kathedrale von Rouen; Das Portal im Sonnenlicht                                                             | Sterling and Francine Clark Art Institute in Williamstown |
|      | Kathedrale von Rouen; Das Portal und der Albanturm, Morgenstimmung                                          | Fondation Beyeler in Riehen                               |
|      | Die Kathedrale von Rouen im Morgennebel                                                                     | Museum Folkwang in Essen                                  |
|      | Kathedrale von Rouen im Morgenlicht                                                                         | J. Paul Getty Museum in Los Angeles                       |
|      | Kathedrale von Rouen im Morgenlicht                                                                         | Schloßmuseum Weimar in Weimar                             |
|      | Le Portail (Soleil)                                                                                         | Metropolitan Museum of Art in New York City               |
|      | La Cathédrale de Rouen, Le Portail au Soleil                                                                | National Gallery of Art in Washington, D.C.               |
|      | Kathedrale von Rouen, Fassade                                                                               | Pola Museum of Art in Hakone                              |
|      | Kathedrale von Rouen, Sonnenuntergang                                                                       | Musée Marmottan Monet in Paris                            |
|      | La Cathédrale de Rouen. Le Portail et la tour d’Albane. Temps gris                                          | Musée des beaux-arts de Rouen in Rouen                    |
|      | La Cathédrale de Rouen. Le portail et la tour Saint-Romain, effet du matin ; harmonie blanche               | Musée d'Orsay in Paris                                    |
|      | La Cathédrale de Rouen. Le portail, soleil matinal ; harmonie bleue                                         | Musée d'Orsay in Paris                                    |
|      | La Cathédrale de Rouen, Le Portail vu de face, harmonie brune                                               | Musée d'Orsay in Paris                                    |
|      | Die Kathedrale von Rouen                                                                                    | Serbisches Nationalmuseum in Belgrad                      |
|      | Kathedrale von Rouen – Sonnenuntergang, Symphonie in Grau und Rosa                                          | National Museum Cardiff                                   |
|      | Kathedrale von Rouen                                                                                        | Museum der Basil & Elise Goulandris Foundation, Athen     |